# Негорски бани
Негорски бани (на македонска литературна норма: Негорски Бањи) е балнеоложки курорт в Северна Македония. Намира се на 3 km от град Гевгели на надморска височина 50 m. Разположен е в подножието на планината Кожух сред гъста ясенова гора, която е обособена като природен парк.
За благотворното влияние на минералните му води има исторически сведения още от 1864 г. През 1950 г. е създаден балнеоложкият комплекс. В района има два извора „Вряла баня“ и „Студена баня“, като водата в първия е с температура от 40 градуса по Целзий, а във втория – 38 С. Химическият ѝ състав е богат на калций, магнезий, цезий, радон и други минерали.